# Václav Fischer
Václav Fischer (* 22. června 1954 Praha) je německo-český podnikatel v cestovním ruchu, který roku 1978 emigroval z Československa a usadil se v Německu. V roce 1980 založil v Hamburku cestovní kancelář Fischer Reisen, kterou vlastní dodnes. Od roku 1980 vytváří know how Fischer. V roce 1997 založil leteckou společnost Fischer Air. V letech 1999–2002 byl prvním nezávislým senátorem Parlamentu České republiky.

## Život

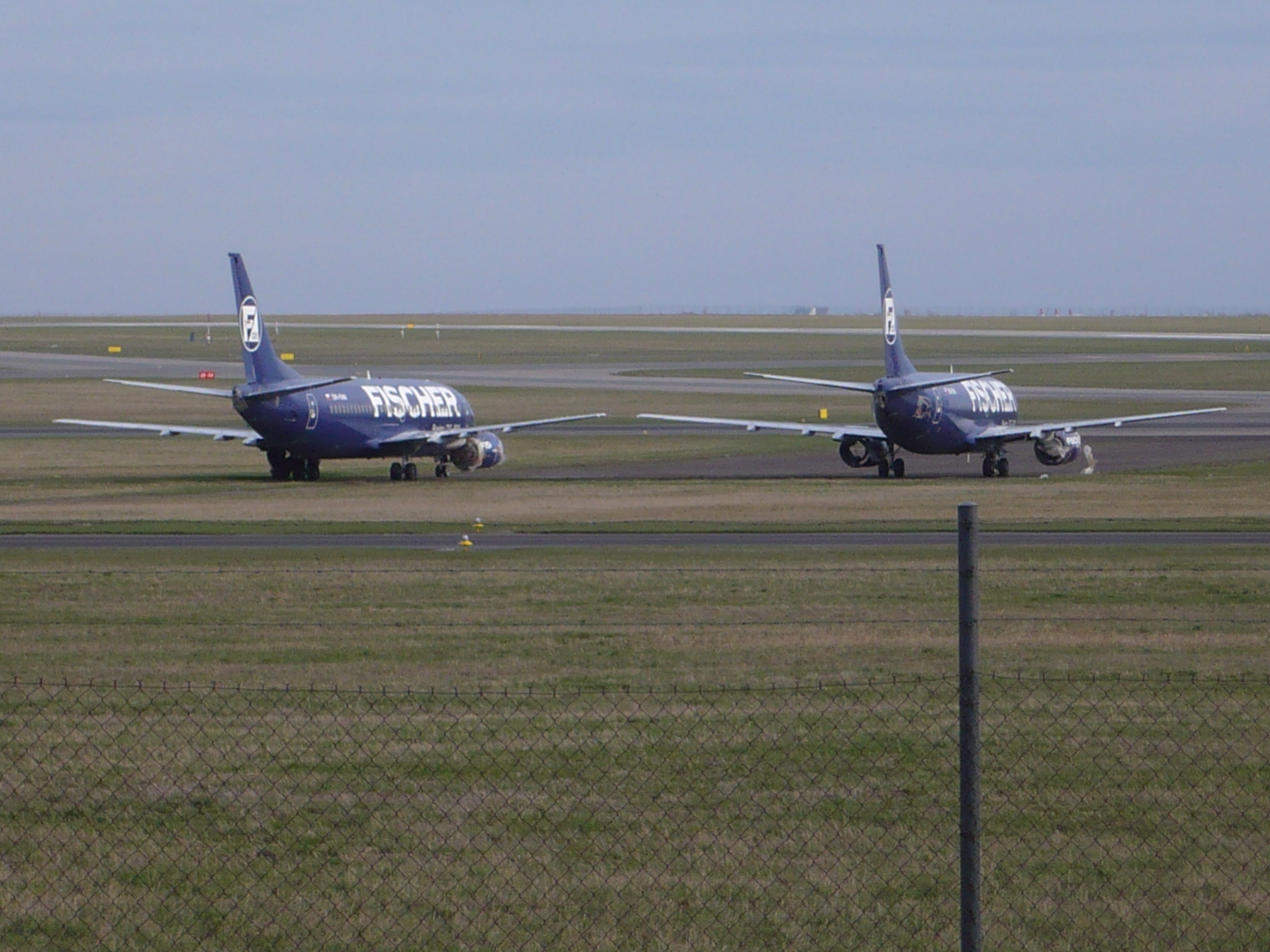
Boeingy v barvách Fischer Air, Ruzyně, březen 2010

### Raná léta a emigrace
Narodil se v Praze – Karlíně. Vystudoval Gymnázium Jana Nerudy a vnitřní obchod na Vysoké škole ekonomické (1978). V den své promoce, 13. listopadu 1978 odešel z ČSSR do Švýcarska a později do Německa. Jeho první německou zastávkou byl Západní Berlín. Zde také získal ve studentské cestovní kanceláři ARTU REISEN svoji první práci. Po roce se přestěhoval do Hamburku a pracoval v lodní společnosti TT Linie a později v exkluzivní cestovní agentuře World in Travel. V roce 1980 založil v Hamburku cestovní kancelář Fischer Reisen.

### 90. léta a expanze v Německu a začátky v Československu
Sametová revoluce zastihla Václava Fischera na Kanárských ostrovech. Přes varování svých společníků, spolupracovníků a přátel začal zvažovat svoji obchodní činnost ve Střední Evropě a od roku 1990 zde začal prodávat zájezdy. Zároveň však rozvíjel činnost německé Fischer Reisen, která se rozšířila i na území bývalé NDR, nabízela své zájezdy s odletem ze 14 německých letišť a v polovině devadesátých let připravovala každoročně dovolenou pro půl milionu klientů.[zdroj?] O rostoucí FISCHER REISEN se začala zajímat konkurence, Václav Fischer v důvěrných jednáních v letech 1996 a 1997 zařídil převzetí svojí cestovní kanceláře nově vzniklým uskupením C und N Turistik, patřící do struktur mezinárodních koncernů. Prodejem získané finanční prostředky investoval do nákupu letadel k vlastní aerolinii Fischer Air a do dalšího rozvoje svých firem v ČR (vydavatelství Fischer, Fischer Collection) a do expanze na Slovensko, do Maďarska a Polska. Největší část finančních prostředků investoval Václav Fischer do nákupu nových letadel typu Boeing 737-300, které provozovala jeho letecká společnost Fischer Air.

### Václav Fischer v politice
V srpnu 1999 jednoznačně zvítězil v prvním kole doplňovacích voleb do Senátu (71,24 % hlasů) za obvod Praha 1 a stal se prvním nezávislým senátorem Parlamentu České republiky. Předvolební kampaň poznamenaly mimo jiné (např. inzeráty o rozmařile utrácejícím populistovi) billboardy s nápisem "Homosexuál v Senátu? Proč ne. Václav Fischer do Senátu. Čtyřprocentní menšina", na něž Fischer v rozhovoru pro MF Dnes reagoval: "Moje orientace je bohatší. Můj život doprovodilo mnoho žen a také několik mužů a já jsem se tím nikdy netajil." V Senátu pracoval Václav Fischer ve Výboru pro evropskou integraci. Po skončení svého tříletého mandátu senátora v roce 2002 z politiky odešel.

### Podnikání v ČR
Celou první dekádu nového století jeho podnikání doprovázely v České republice velmi podivné okolnosti.[zdroj?] Dodnes je Václav Fischer přesvědčen,že události vedoucí ke ztrátě firem v ČR byly připraveny a jejich jediným smyslem bylo – dle jeho slov – připravit jej o výsledky jeho dlouholeté usilovné práce v Německu. V roce 2003 byla na jeho společnosti Cestovní kancelář Fischer, a.s., Fischer, s. r. o. a Fischer Air vyhlášena exekuce, která se týkala i osobního majetku Václava Fischera. Byl nucen svoje firmy prodat. Fischer se řadu let domáhal a doposud domáhá svých nároků soudní cestou. Bojuje zejména o odškodnění za letadla, která byla po dlouhá léta zadržována na pražském letišti a později zašantročena do Afriky. Domáhá se však také navrácení svých českých firem a to zejména společnosti Cestovní kancelář Fischer,a.s..
5. ledna 2005 se vzdal českého občanství, které získal v roce 1991 a ponechal si jen německé, které má od roku 1984.
V roce 2008 působil Fischer jako ředitel leasingové firmy Aircraft leasing Meier&Fischer (AMF) v Hamburku a byl také obchodním a marketingovým ředitelem německé Tomi Tour GmbH, která 17. července 2009 vyhlásila bankrot v české cestovní kanceláři Tomi Tour s. r. o. Dle vlastních slov je Václav Fischer přesvědčen o tom, že Tomi Tour byla od podzimu 2008 systematicky mediálně a finančně poškozována stejnou skupinou lidí, která v roce 2003 nepřátelsky ovládla jeho firemní skupinu Fischer.
V roce 2018 založil Václav Fischer v Praze obchodní společnost Air Fischer, která má navázat na činnost letecké společnosti Fischer Air z let 1997 až 2003. První lety – ve spolupráci s evropskými leteckými společnostmi – jsou plánovány na září 2020.[zdroj⁠?!]

### Podnikání v Německu od roku 2010
Svoji činnost pak rozvíjel v Německu. Od května 2010 do prosince 2012 se podílel na provozu tradičních českých restaurantů pod značkou Zlatá Praha v Berlíně. Od roku 2011 spolupracuje Václav Fischer se společností Student Agency a nabízí klientům v Německu, Rakousku a Švýcarsku pobyty v České republice. Jeho německá firma Fischer Reisen zastupuje též řadu významných cestovních kanceláří a připravuje také nový projekt leteckých zájezdů. Václav Fischer se opět zabývá podnikáním v letecké dopravě a poradenstvím v cestovním ruchu. V Hamburku se Václav Fischer věnuje řízení společnosti A.M.F. Aircraftleasing Meier & Fischer GmbH & Co. KG, která mu z 87,5 % patří. Tato společnost zakoupila v roce 1997 dva nové letouny typu Boeing 737-300 za 76 milionů USD. Po letech úspěšného provozování leteckou společností Fischer Air, byla letadla v České republice neoprávněně zadržována a později prodána za nepřiměřeně nízkou cenu 2 milionů USD. A.M.F. se žalobou podanou na Českou republiku domáhá odškodnění za svoji v ČR zničenou investici. V roce 2016 zahájila Fischerova A.M.F. mezinárodní investiční arbitráž proti České republice taktéž ve věci neochráněné investice do letadel.

### Kandidatura do Senátu 2020
Ve volbách do Senátu PČR v roce 2020 kandidoval jako nestraník za stranu Nezávislá iniciativa (NEI) v obvodu č. 27 – Praha 1. Tedy ve stejném obvodu, kde již jako senátor působil v letech 1999 až 2002. Se ziskem 2,25 % hlasů skončil na posledním 8. místě a do druhého kola nepostoupil.